# Sobretâmega
Sobretâmega ist eine Gemeinde (Freguesia) im portugiesischen Kreis Marco de Canaveses. In ihr leben 1084 Einwohner (Stand 19. April 2021).